# Юрятин
Юря́тин — вымышленный город, в котором происходит часть событий романа Бориса Пастернака «Доктор Живаго».

## Пермь — прообраз Юрятина

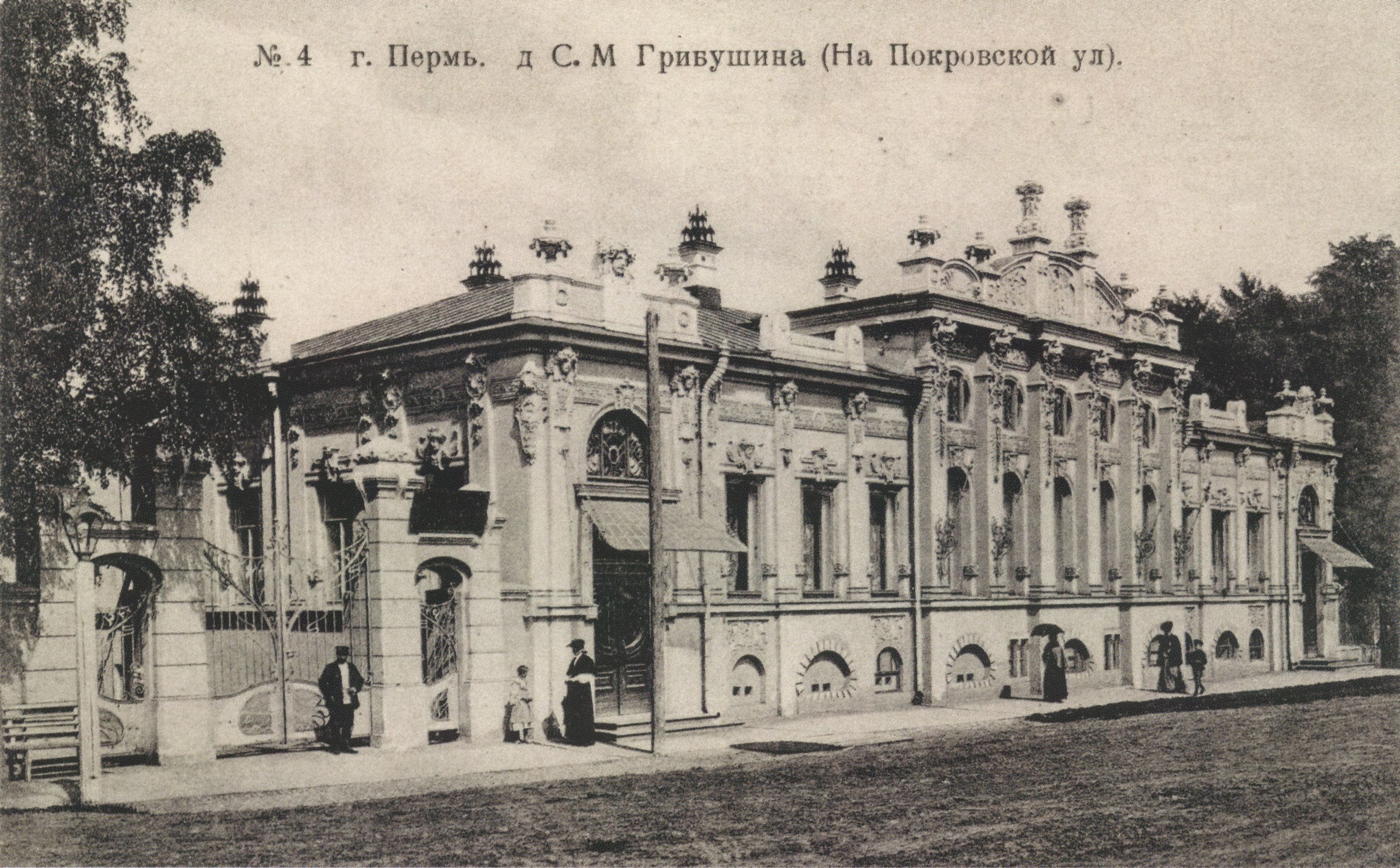
Особняк Грибушина в начале XX века

Широко распространено мнение, что прообразом Юрятина является город Пермь, недалеко от которого в поселке Всеволодо-Вильве Борис Пастернак жил несколько месяцев в 1916 году. Косвенным подтверждением этого факта являются описанные в романе «Юрятинская городская библиотека» и «дом с фигурами», в которых пермяки могут узнать дом Смышляева (в начале XX века здесь действительно размещалась городская библиотека, ныне — городская библиотека им. Пушкина) и особняк Грибушина (ныне там находится Пермский научный центр Уральского Отделения Российской Академии Наук).
В городе Перми создан фонд развития культуры «Юрятин», а 2006 год, год 50-летия романа «Доктор Живаго» и 90-летия со времени прибытия писателя в город, был объявлен годом Пастернака.
В июле 2006 года на месте дома во Всеволодо-Вильве, где жил писатель, состоялась церемония закладки дома-музея Бориса Пастернака.

## Литературные персонажи из Юрятина
- Громеко Анна Ивановна, урожденная Крюгер, дочь «фабриканта-железоделателя и владельца заброшенных бездоходных рудников на принадлежавшей ему огромной лесной даче близ Юрятина на Урале»[2]. Она рассказывала о своем детстве, «проведенном в дедушкином имении Варыкине, на уральской реке Рыньве»[3].
- Главная героиня романа — Лара. «Ей нравилось в Юрятине. Это был её родной город»[4].

## Описание Юрятина
Город «стоял на большой реке Рыньве, судоходной на своем среднем и нижнем течении, и находился на линии одной из уральских железных дорог. Приближение зимы в Юрятине ознаменовывалось тем, что владельцы лодок поднимали их с реки на телегах в город. Тут их развозили по своим дворам, где лодки зимовали до весны под открытым небом. Перевернутые лодки, белеющие на земле в глубине дворов, означали в Юрятине то же самое, что в других местах осенний перелет журавлей или первый снег».